# Schitu-Matei, Argeș
Schitu-Matei este un sat în comuna Ciofrângeni din județul Argeș, Muntenia, România.